# マグネティック (テレンス・ブランチャードのアルバム)
『マグネティック』（Magnetic）は、アメリカ合衆国のジャズ・トランペット奏者、テレンス・ブランチャードが2013年に発表したスタジオ・アルバム。

## 背景
自身4年ぶりの新作で、6年ぶりにブルーノート・レコードへ復帰してリリースされた。ブランチャードのレギュラー・クインテットに、ゲストのロン・カーター、ラヴィ・コルトレーン、リオーネル・ルエケを加えた布陣で録音され、クインテットのメンバー全員が作曲に貢献した。「コメット」はファビアン・アルマザンのソロ・ピアノによる曲で、ブランチャードを含む他のメンバーは参加していない。
なお、本作のリリースから間もない2013年6月には、ブランチャード初のオペラ作品『チャンピオン』が初演された。

## 反響・評価
アメリカの『ビルボード』では、ジャズ・アルバム・チャートで9位、トップ・ヒートシーカーズで35位に達した。第56回グラミー賞では、収録曲「ドント・ラン」が最優秀インプロヴァイズド・ジャズ・ソロ賞にノミネートされた。
Thom Jurekはオールミュージックにおいて5点満点中4点を付け「『マグネティック』は、バンドが熱さ、想像力、そして相当な洗練を伴い、すべてのシリンダーに点火したかの如き状態にあることの証である」と評している。また、Thomas Conradは『ジャズタイムズ (JazzTimes)』誌において「『マグネティック』は、小編成のグループによる類い稀な豊かさ、複雑さ、広がりを持つ録音である。オペラも作れるジャズ・ミュージシャンの作品らしい響きだ」「まだ2013年の前半だが、年間最優秀レコードの有力候補が登場した」と評している。

## 収録曲
特記なき楽曲はテレンス・ブランチャード作。
1. マグネティック - "Magnetic" - 7:02
2. ジェイコブズ・ラダー - "Jacob's Ladder" (Joshua Crumbly) - 7:59
3. ドント・ラン - "Don't Run" - 7:29
4. ペット・ステップ・シッターズ・テーマ・ソング - "Pet Step Sitter's Theme Song" (Fabian Almazan) - 10:31
5. ハルシネイションズ - "Hallucinations" - 8:42
6. ノー・ボーダーズ・ジャスト・ホライズンズ - "No Borders Just Horizons" (Kendrick Scott) - 7:21
7. コメット - "Comet" (F. Almazan) - 4:53
8. セントラル・フォーカス - "Central Focus" - 4:31
9. アナザー・ステップ - "Another Step" (F. Almazan) - 2:34
10. タイム・トゥ・スペア - "Time to Spare" (Brice Winston) - 6:56

## 参加ミュージシャン
- テレンス・ブランチャード - トランペット(#7を除く全曲)
- ブライス・ウィンストン - テナー・サクソフォーン(on #1, #2, #5, #6, #10)
- ファビアン・アルマザン（英語版） - ピアノ
- ジョシュア・クランブリー - ベース(on #2, #4, #5, #6, #8, #9, #10)
- ケンドリック・スコット（英語版） - ドラムス(#7を除く全曲)
- ロン・カーター - ベース(on #1, #3)
- ラヴィ・コルトレーン（英語版） - テナー・サクソフォーン(on #3, #4)
- リオーネル・ルエケ - ギター(on #4, #5, #9)